# Avià
|  | Per a altres significats, vegeu «Avià (desambiguació)». |

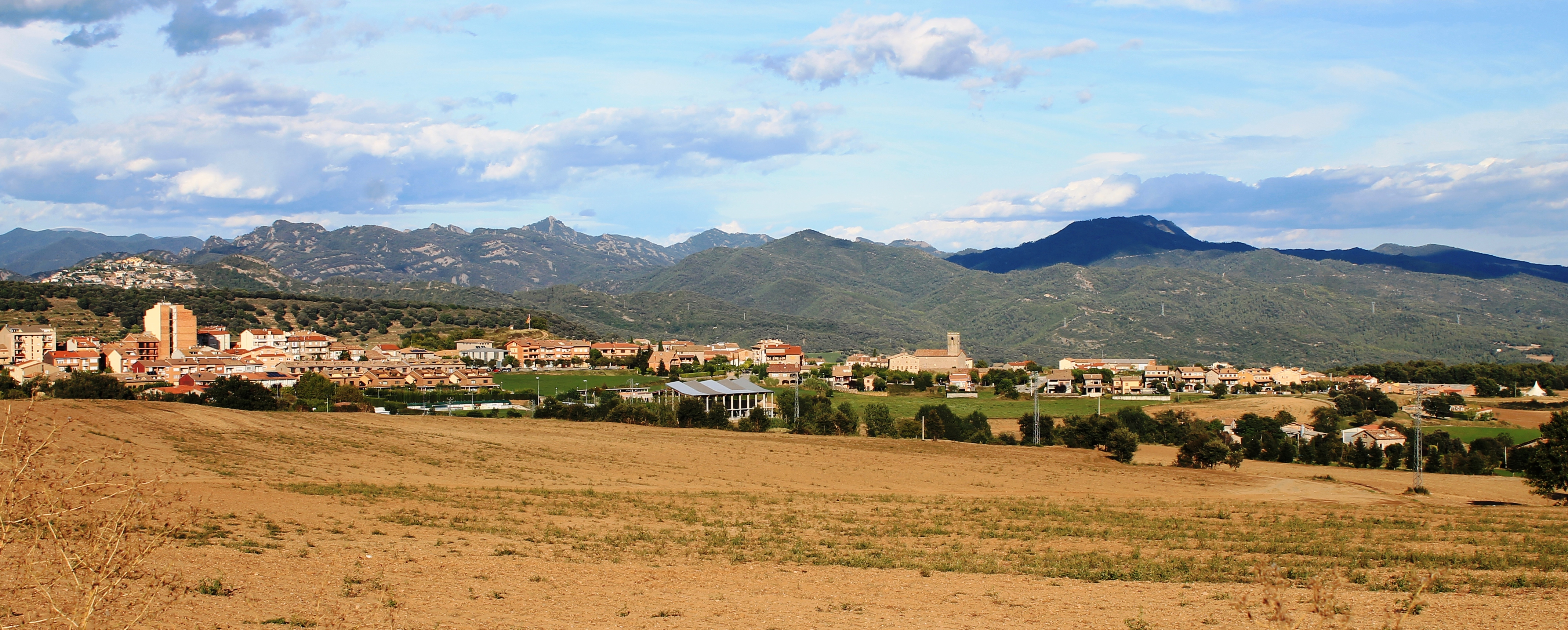
Avià des de la carretera de l'Espunyola.

Avià és un municipi de la comarca del Berguedà.
| Entitat de població | Habitants (2024) |
| Avià                | 1.812            |
| Graugés             | 161              |
| Barri de la Creu    | 113              |
| la Plana            | 74               |
| Molí del Castell    | 45               |
| Cal Rosal           | 19               |
| Obiols              | 18               |
| Font: Idescat       |                  |

## Geografia
- Llista de topònims d'Avià (Orografia: muntanyes, serres, collades, indrets…; hidrografia: rius, fonts...; edificis: cases, masies, esglésies, etc.).

## Llocs d'interès
L'any 2000 es va elaborar un mapa de patrimoni cultural local que inventariava un total de 199 elements, dels quals el 79 % formen part del patrimoni immoble, un 6,5 % de patrimoni moble, un 6,5 % de fons documentals, un 4,5 % de patrimoni immaterial (festes, llegendes, dites, gastronomia) i prop d'un 3,5 % de patrimoni natural.
- Església de Sant Vicenç d'Obiols. Preromànica
- Església de Santa Maria d'Avià. Romànica
- Serrat dels Lladres (Avià).
- Serradet del Bullidor.
- Sant Martí d'Avià, l'església parroquial a la plaça de l'Ateneu també dita plaça del Secretari.

## Demografia
| 1497 f | 1515 f | 1553 f | 1717 | 1787 | 1857  | 1877 | 1887 | 1900  | 1910  |
| ------ | ------ | ------ | ---- | ---- | ----- | ---- | ---- | ----- | ----- |
| 16     | 23     | 32     | 288  | 302  | 1.212 | 966  | 980  | 1.197 | 1.466 |

| 1920  | 1930  | 1940  | 1950  | 1960  | 1970  | 1981  | 1990  | 1992  | 1994  |
| ----- | ----- | ----- | ----- | ----- | ----- | ----- | ----- | ----- | ----- |
| 1.894 | 2.395 | 2.170 | 2.208 | 2.213 | 1.890 | 1.810 | 1.796 | 1.783 | 1.783 |

| 1996  | 1998  | 2000  | 2002  | 2004  | 2006  | 2008  | 2010  | 2012  | 2014  |
| ----- | ----- | ----- | ----- | ----- | ----- | ----- | ----- | ----- | ----- |
| 1.810 | 1.813 | 1.845 | 1.921 | 1.956 | 2.058 | 2.144 | 2.223 | 2.259 | 2.258 |

| 2016  | 2018  | 2020  | 2022  | 2024  | 2026 | 2028 | 2030 | 2032 | 2034 |
| ----- | ----- | ----- | ----- | ----- | ---- | ---- | ---- | ---- | ---- |
| 2.257 | 2.250 | 2.220 | 2.237 | 2.243 | -    | -    | -    | -    | -    |

## Política
A la legislatura (2015-2019), l'alcaldessa és Patrocini Canal Burniol.

## Administració
| Període     | Alcalde o alcaldessa     | Partit polític        | Data de possessió | Observacions |
| ----------- | ------------------------ | --------------------- | ----------------- | ------------ |
| 1979–1983   | Xavier Sistach Ferrer    | CIU                   | 19/04/1979        | --           |
| 1983–1987   | Ricard Coma Salvans      | Independents          | 28/05/1983        | --           |
| 1987–1991   | Ricard Coma Salvans      | Independents          | 30/06/1987        | --           |
| 1991–1995   | Ricard Coma Salvans      | Independents          | 15/06/1991        | --           |
| 1995–1999   | Ramon Minoves Casals     | Independents          | 17/06/1995        | --           |
| 1999–2003   | Vicenç Casafont Traserra | CIU                   | 03/07/1999        | --           |
| 2003–2007   | Vicenç Casafont Traserra | CIU                   | 14/06/2003        | --           |
| 2007–2011   | Ramon Orriols Sabata     | PSC                   | 16/06/2007        | --           |
| 2011–2015   | Patrocini Canal Burniol  | Independents-Som Avià | 11/06/2011        | --           |
| 2015–2019   | Patrocini Canal Burniol  | Independents-Som Avià | 13/06/2015        | --           |
| 2019-2023   | n/d                      | n/d                   | 15/06/2019        | --           |
| Des de 2023 | n/d                      | n/d                   | 17/06/2023        | --           |

### Eleccions Municipals
| Candidatura | Candidatura         | Cap de llista            | Vots    | Regidors | % vots |
| ----------- | ------------------- | ------------------------ | ------- | -------- | ------ |
|             | Som Avià            | Patrocini Canal Burniol  | 576     | 5        | 48,12% |
|             | Convergència i Unió | Llorenç Altozano Sevilla | 301     | 3        | 25,15% |
|             | ERC-AM              | Josep Subirana Jove      | 291     | 3        | 24,31% |
|             | Vot en blanc        |                          | 29      |          | 2,42%  |
|             | Vot nul             |                          | 5       |          | 0,42%  |
|             | Participació        |                          | 1.202   |          | 68,57% |
|             | Abstenció           |                          | 551     |          | 31,43% |
| Total       | Total               | votants                  | votants | 11       |        |

| Partit | Partit                    | Nom dels regidors |
| ------ | ------------------------- | --- |
|        | Som Avià                  | Patrocini Canal Burniol (alcaldessa), Ramon Gangolells Vilardell, Elisenda Martí Valls, Albert Caellas Cardona, Carles Navarro Solsona. |
|        | Convergència i Unió (CiU) | Llorenç Altozano Sevilla, Marc Graus Ballús, Francesc Mas Vidal.                                                                        |
|        | ERC-AM                    | Josep Subirana Jove, Mai Alsina Galan, Adrià Rebolledo Romera.                                                                          |

## Avianesos destacats
- Xavier Sabata Corominas, actor i contratenor cantant d'òpera.
- Marc Coma i Camps, pilot de motos en la modalitat d'enduro i raids.

## Galeria de fotos

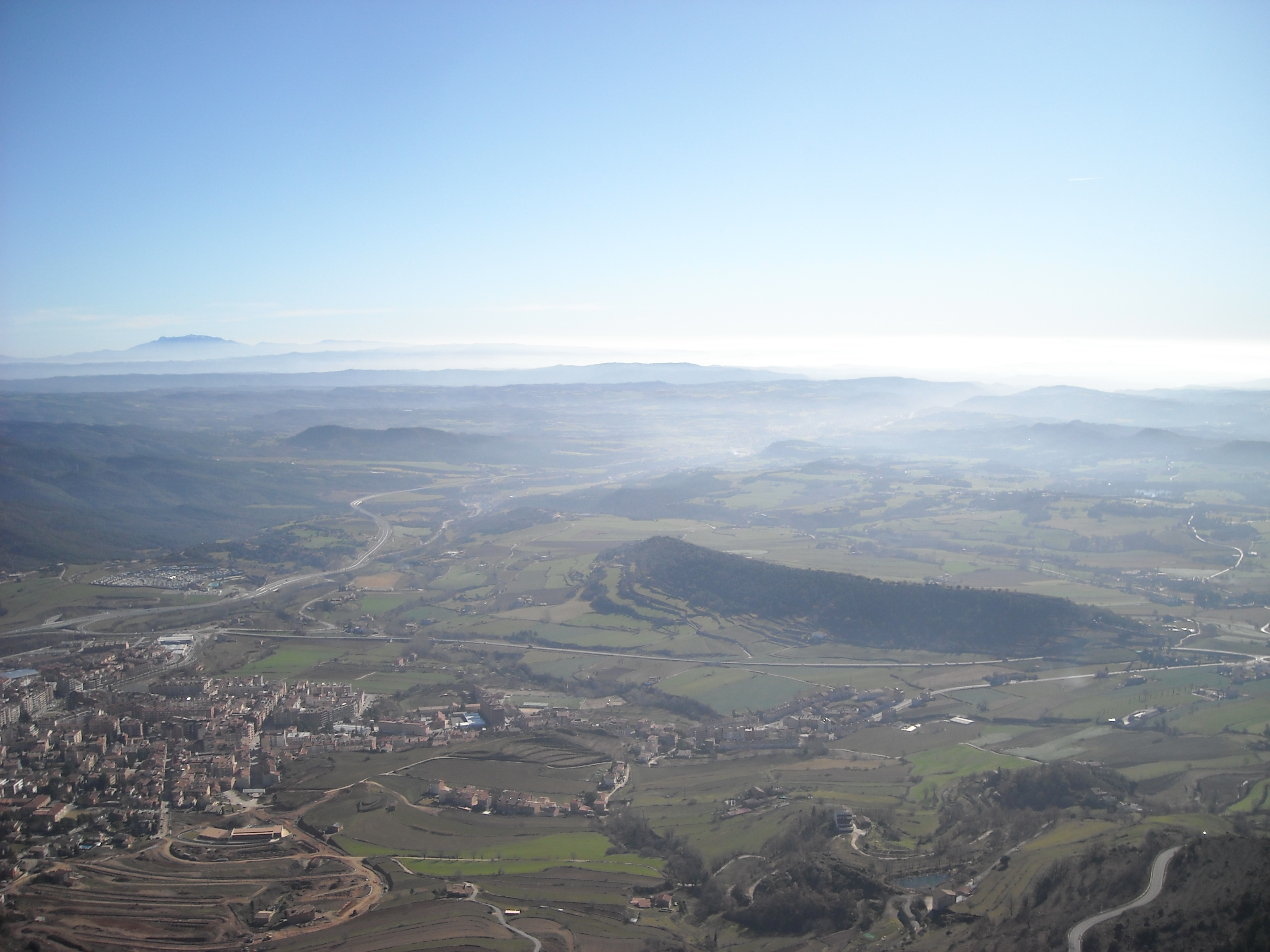
Avià i Serra de Noet des de Queralt
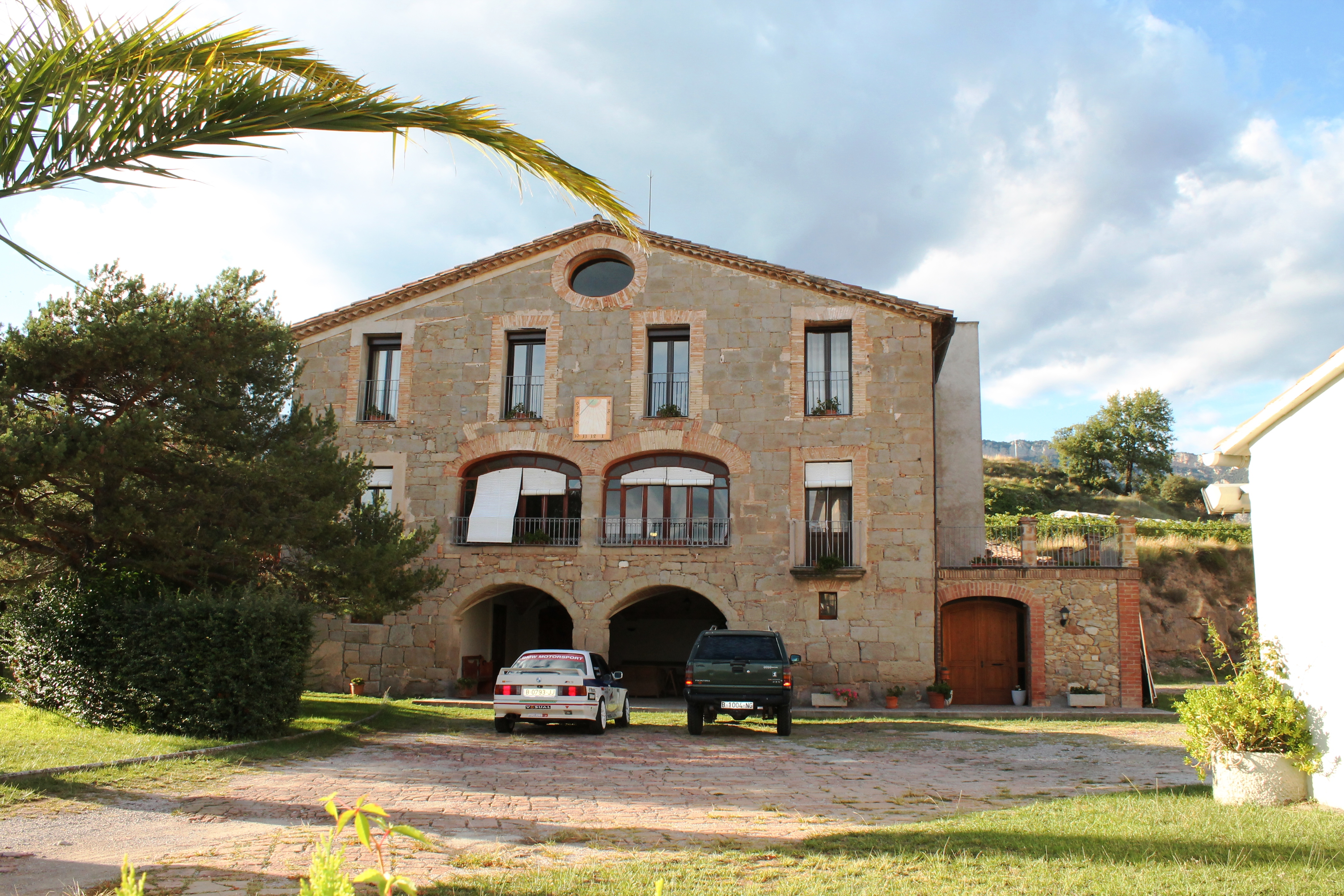
Cal Mas
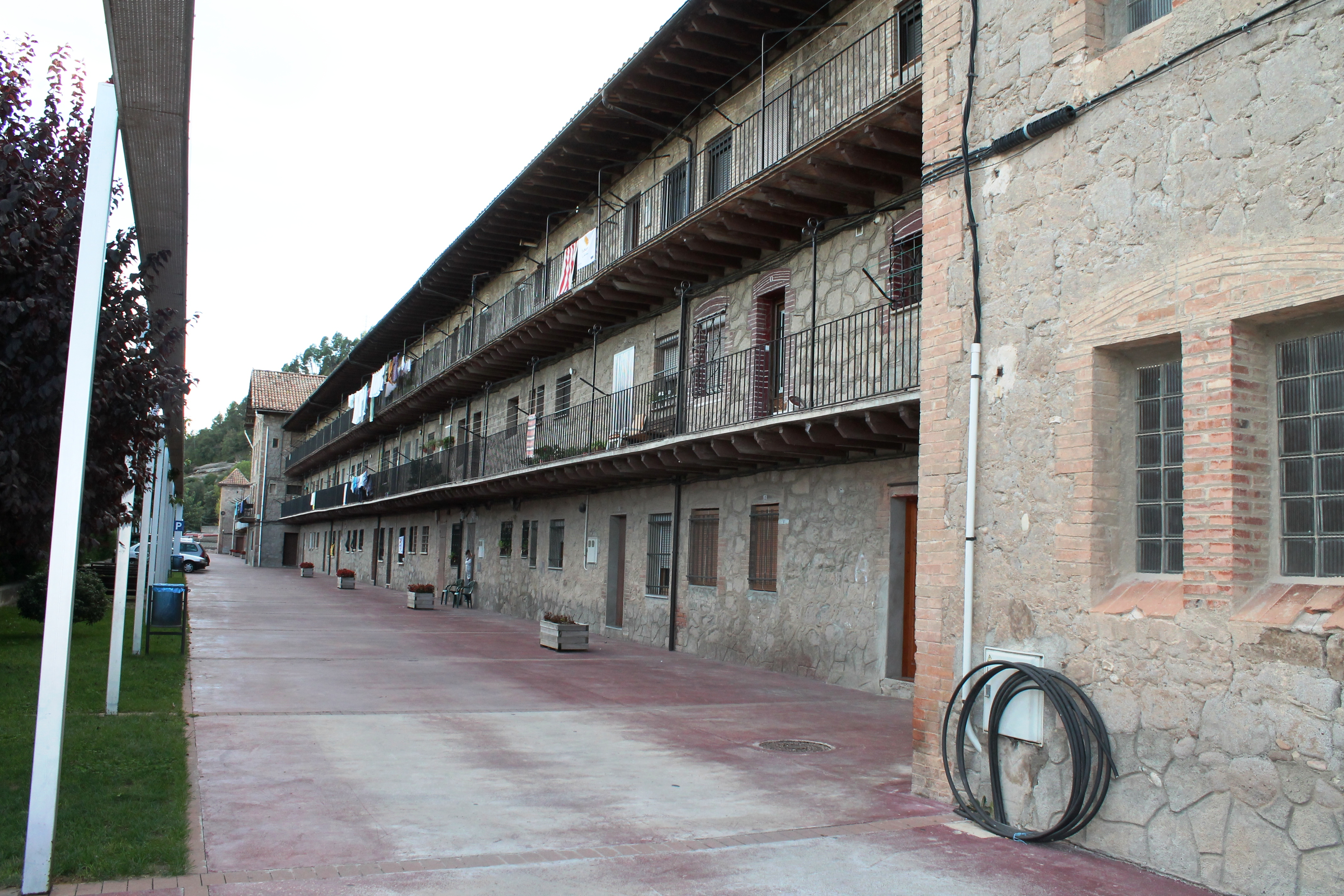
La Plana
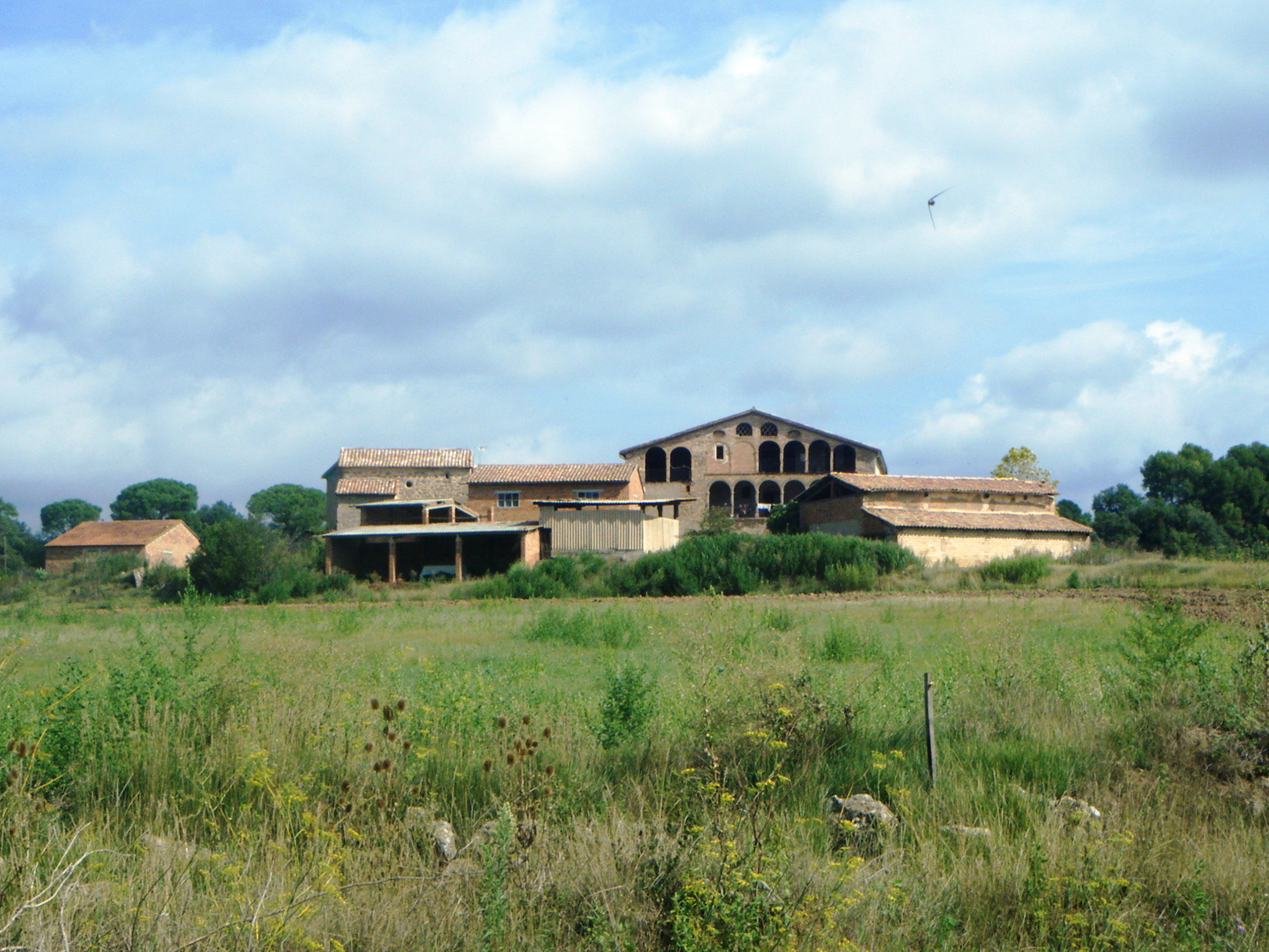
Bellús
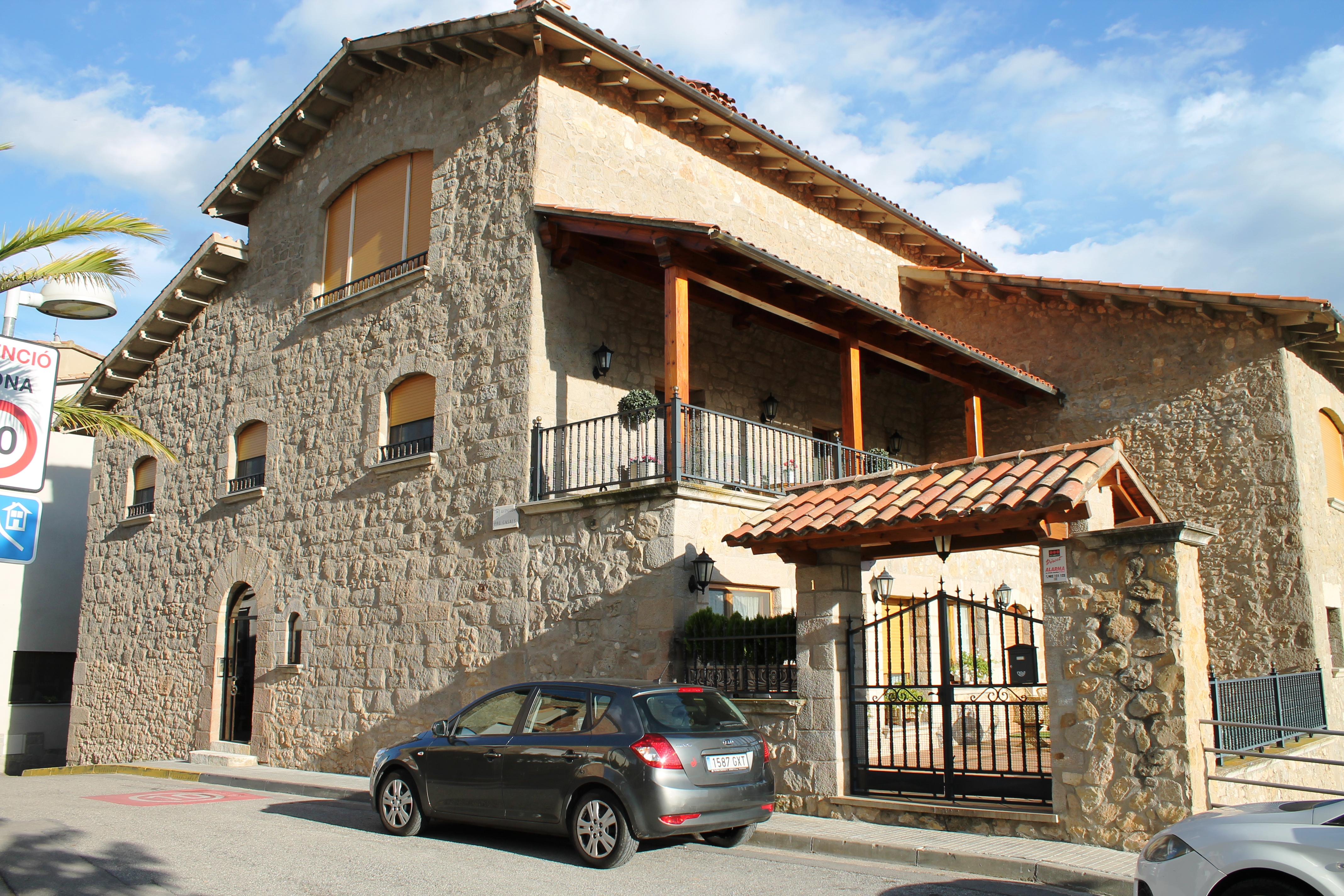
Salvans
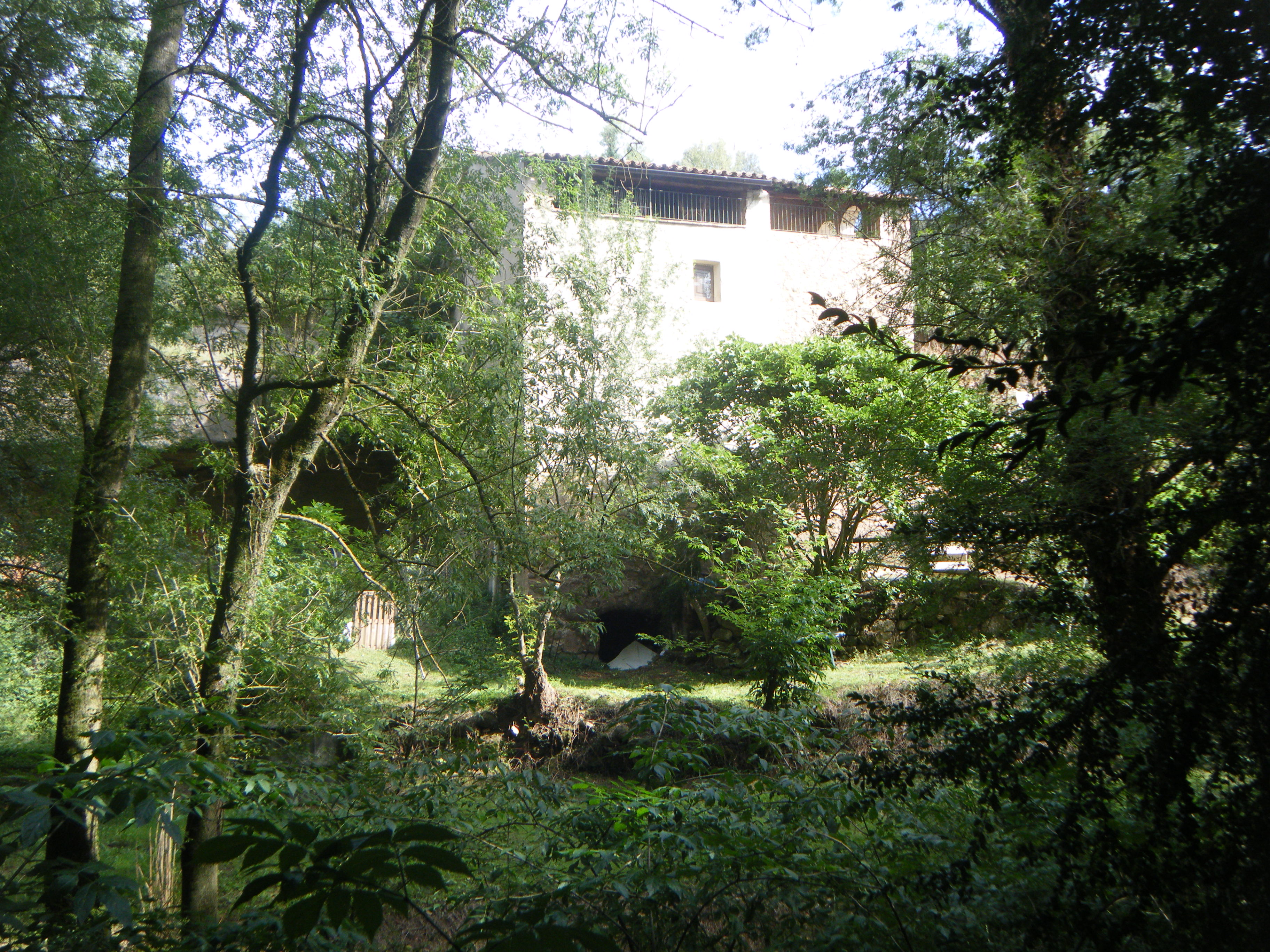
Molí de Bellús
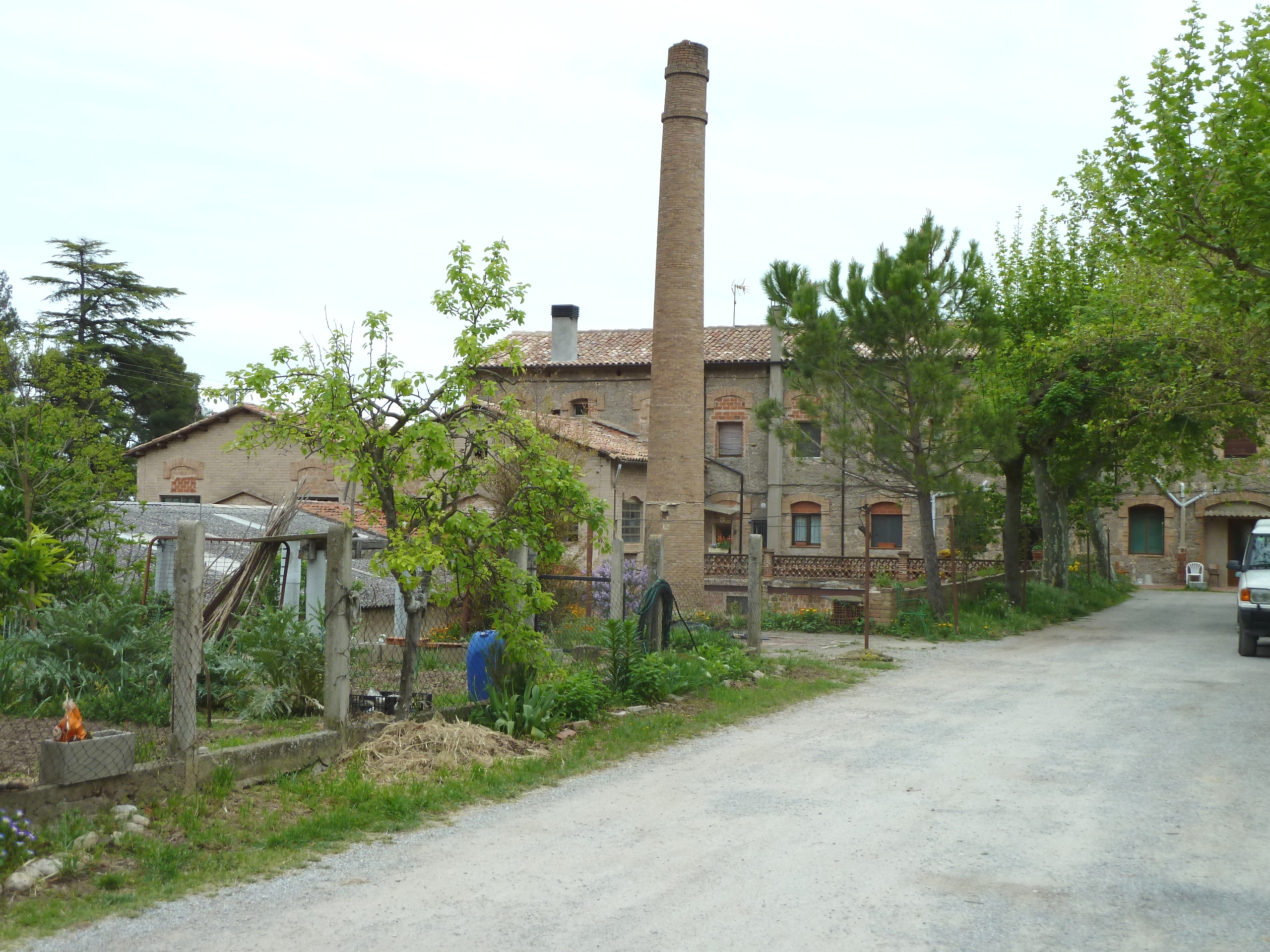
Molí del Castell
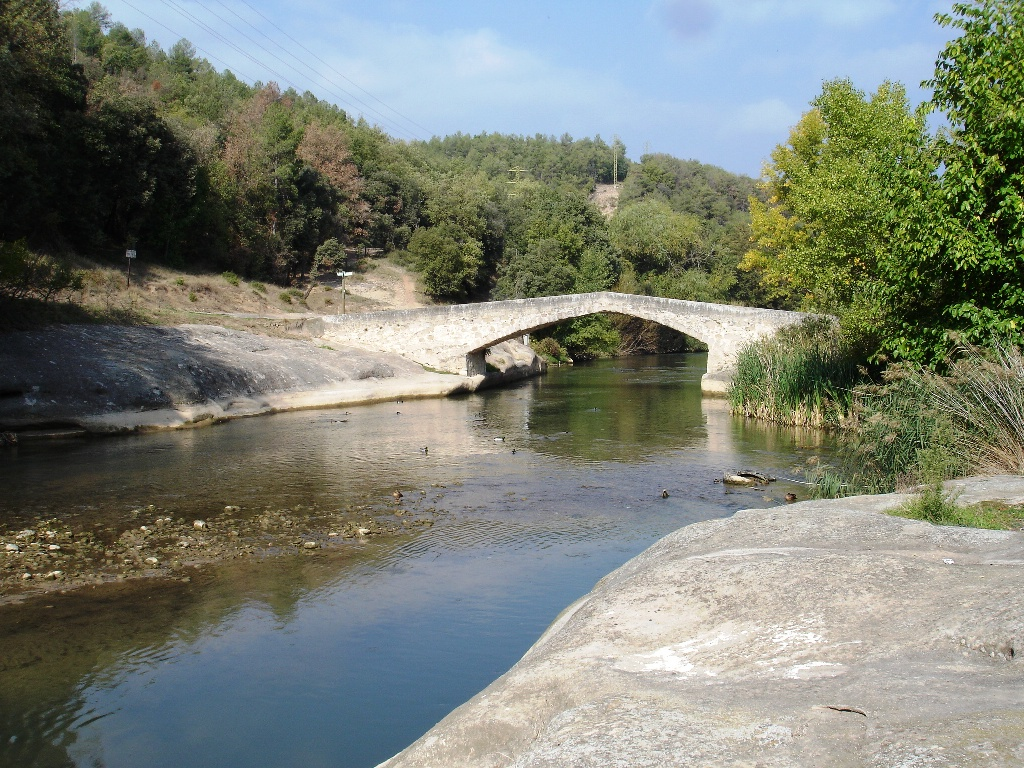
Pont d'Orniu
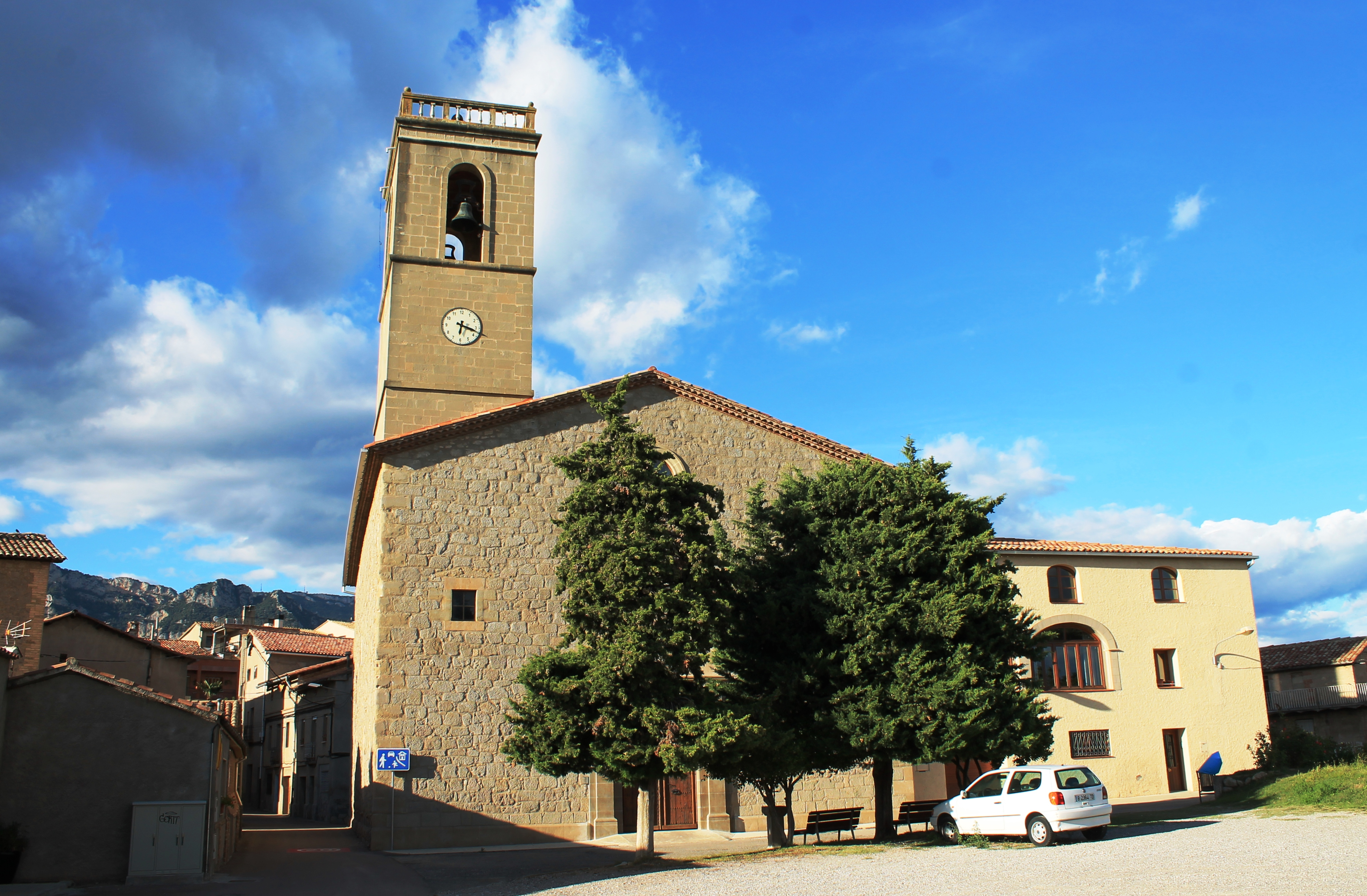
Sant Martí d'Avià
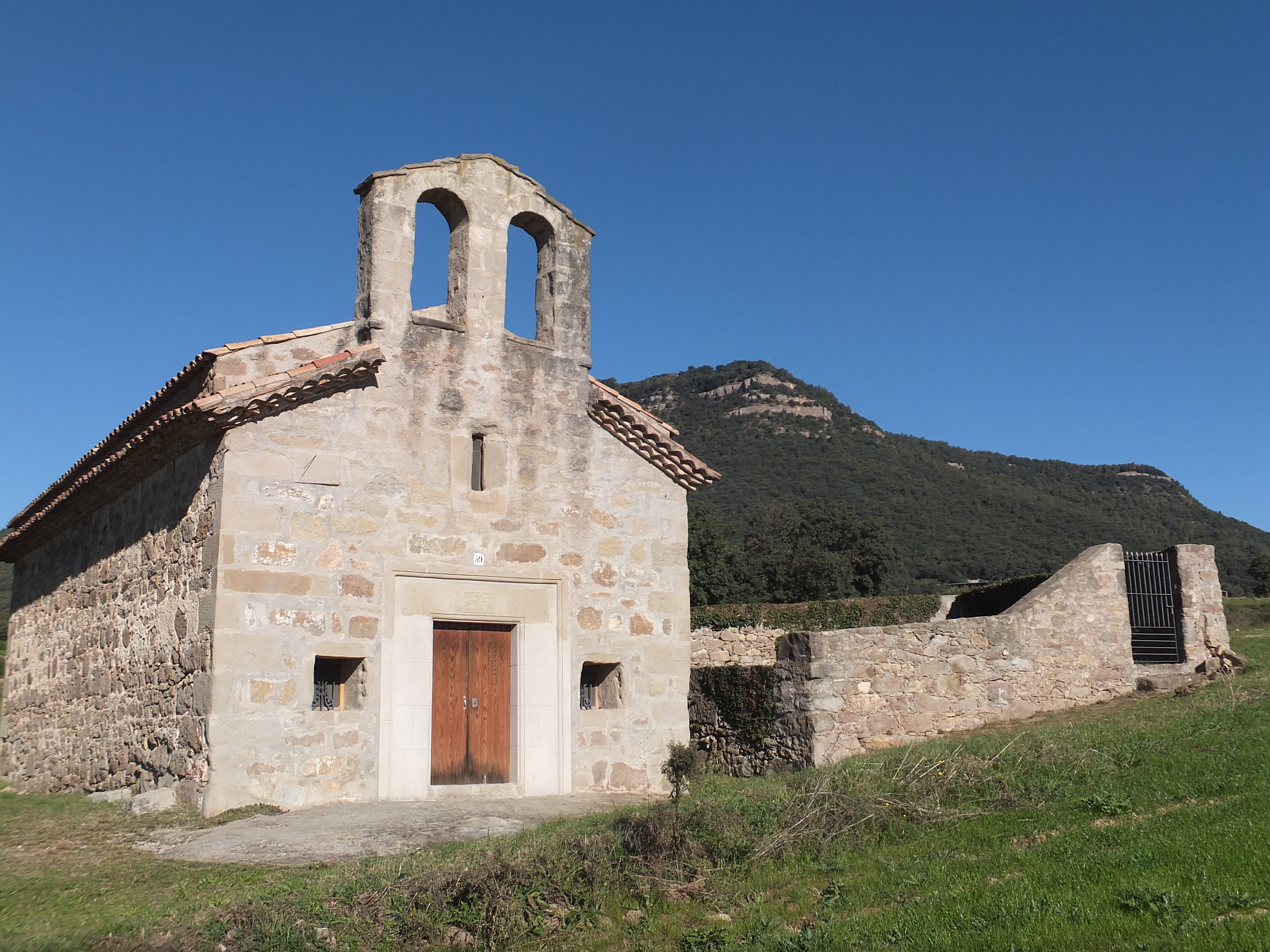
Sant Serni de Clarà
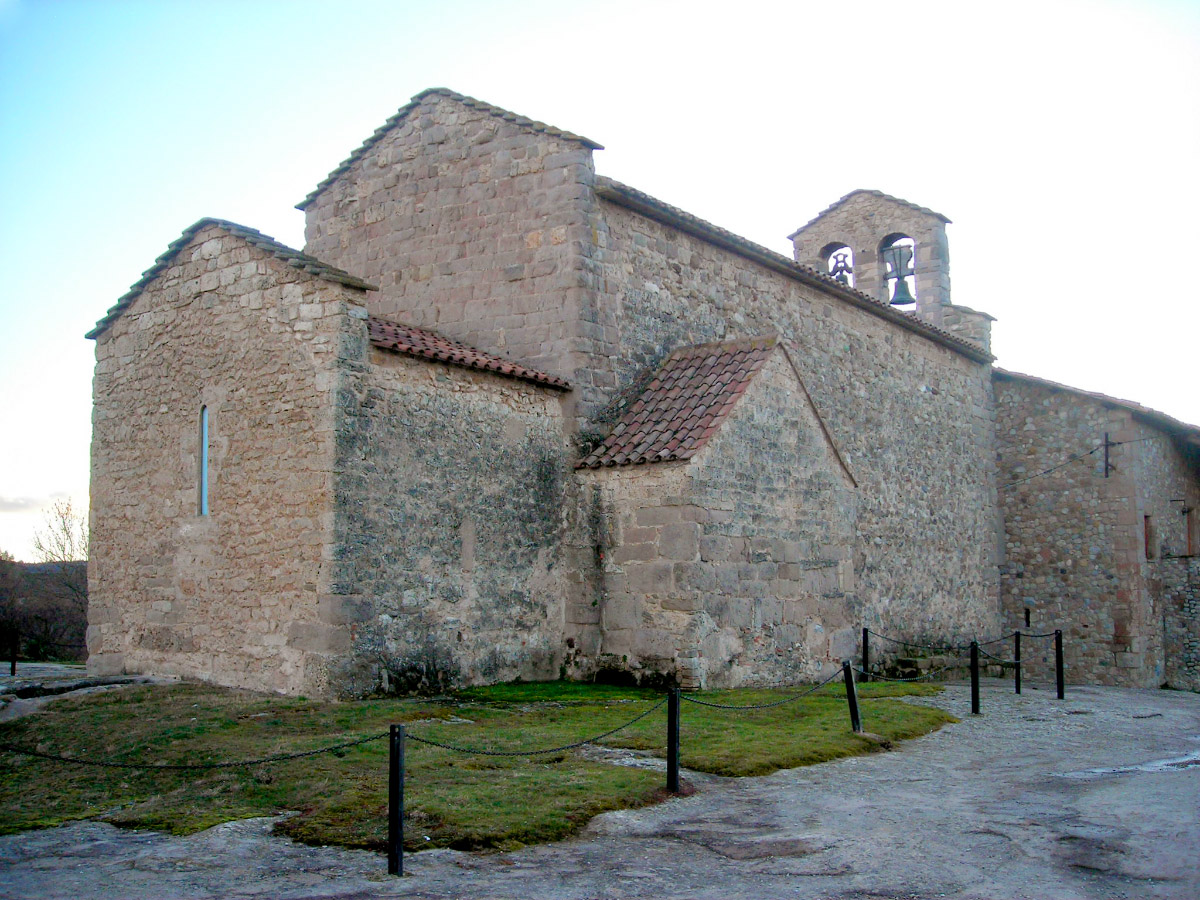
Sant Vicenç d'Obiols
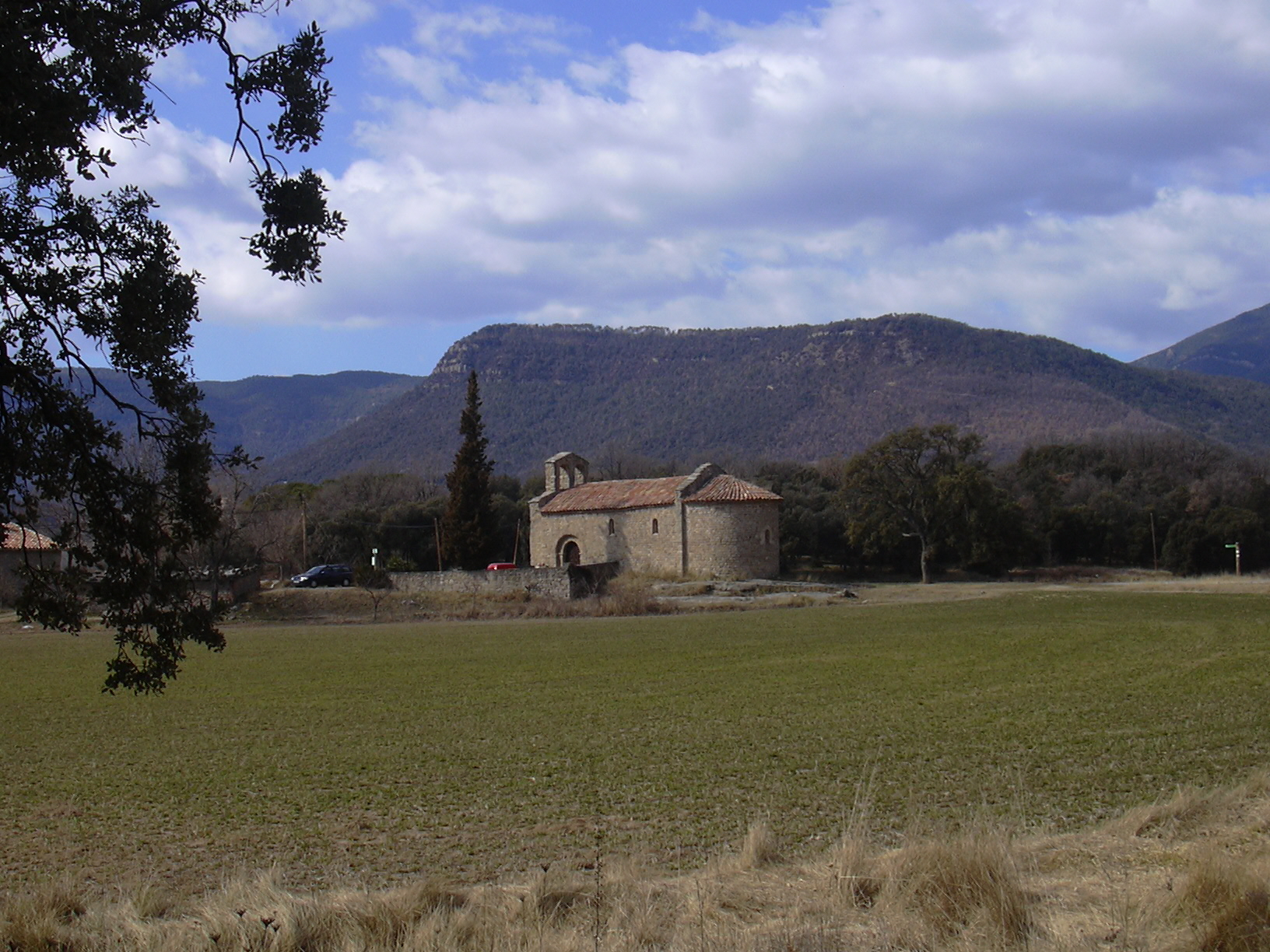
Santa Maria d'Avià
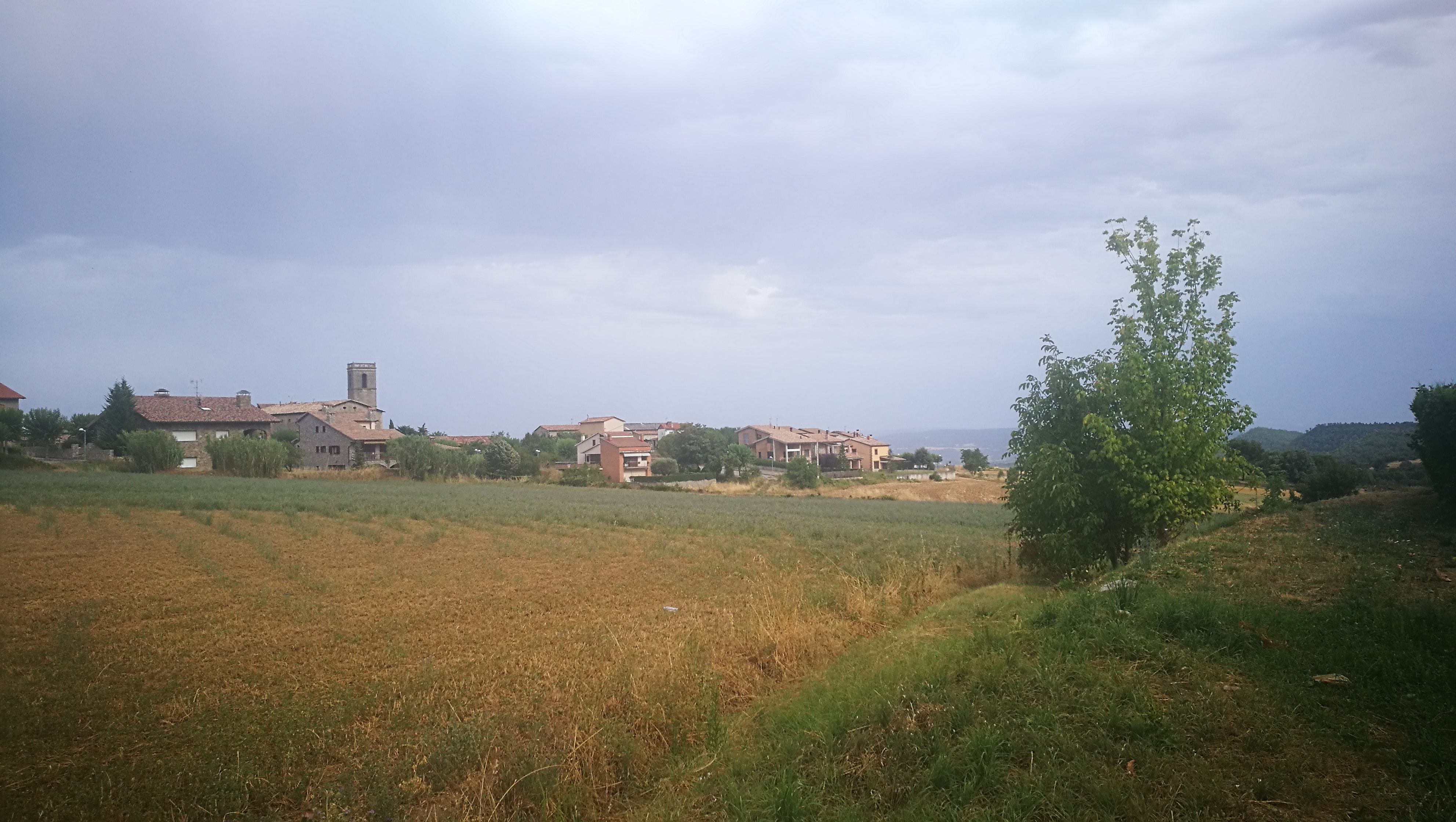
Avià des de la piscina
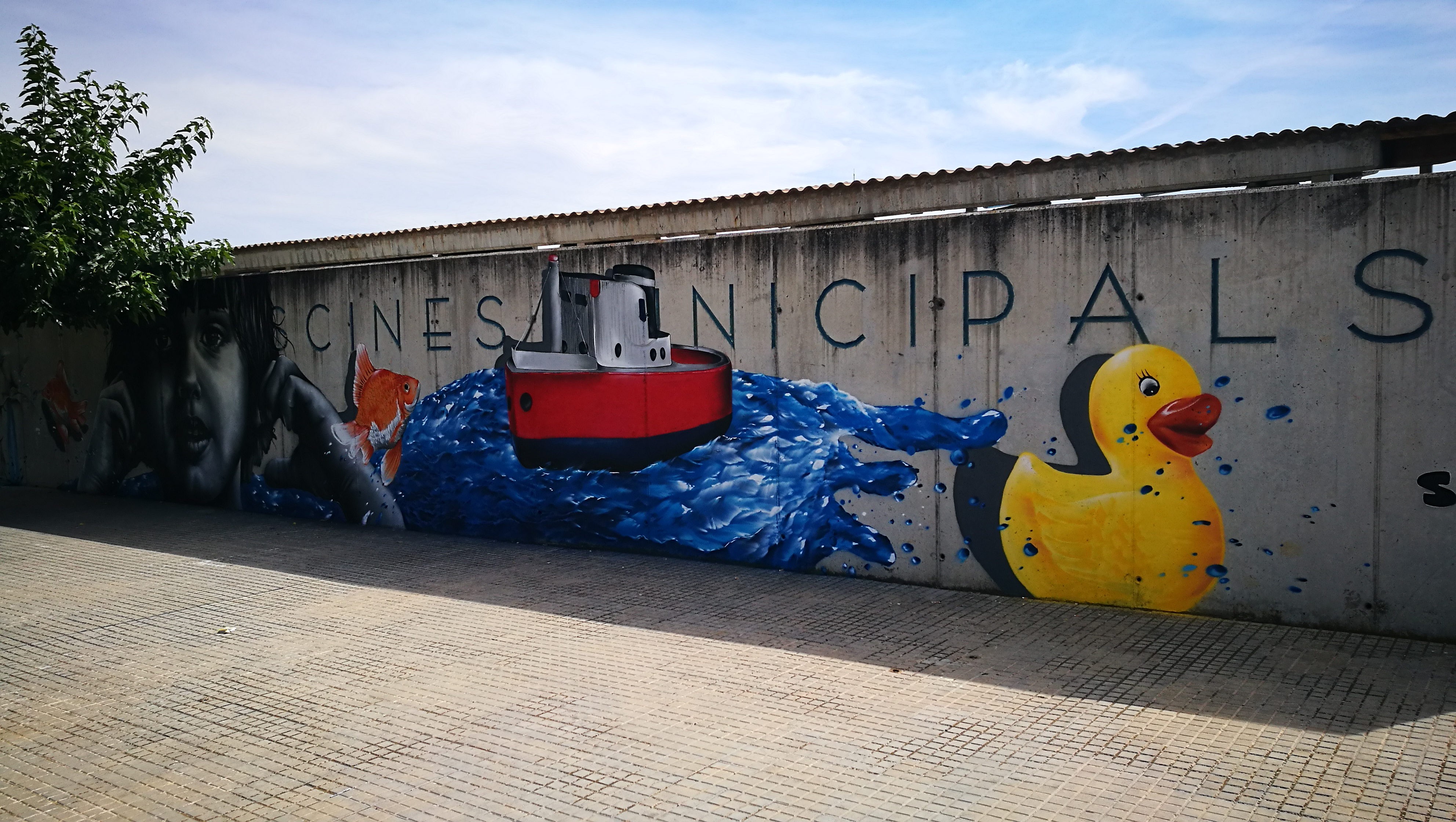
Mural a la piscina d'Avià
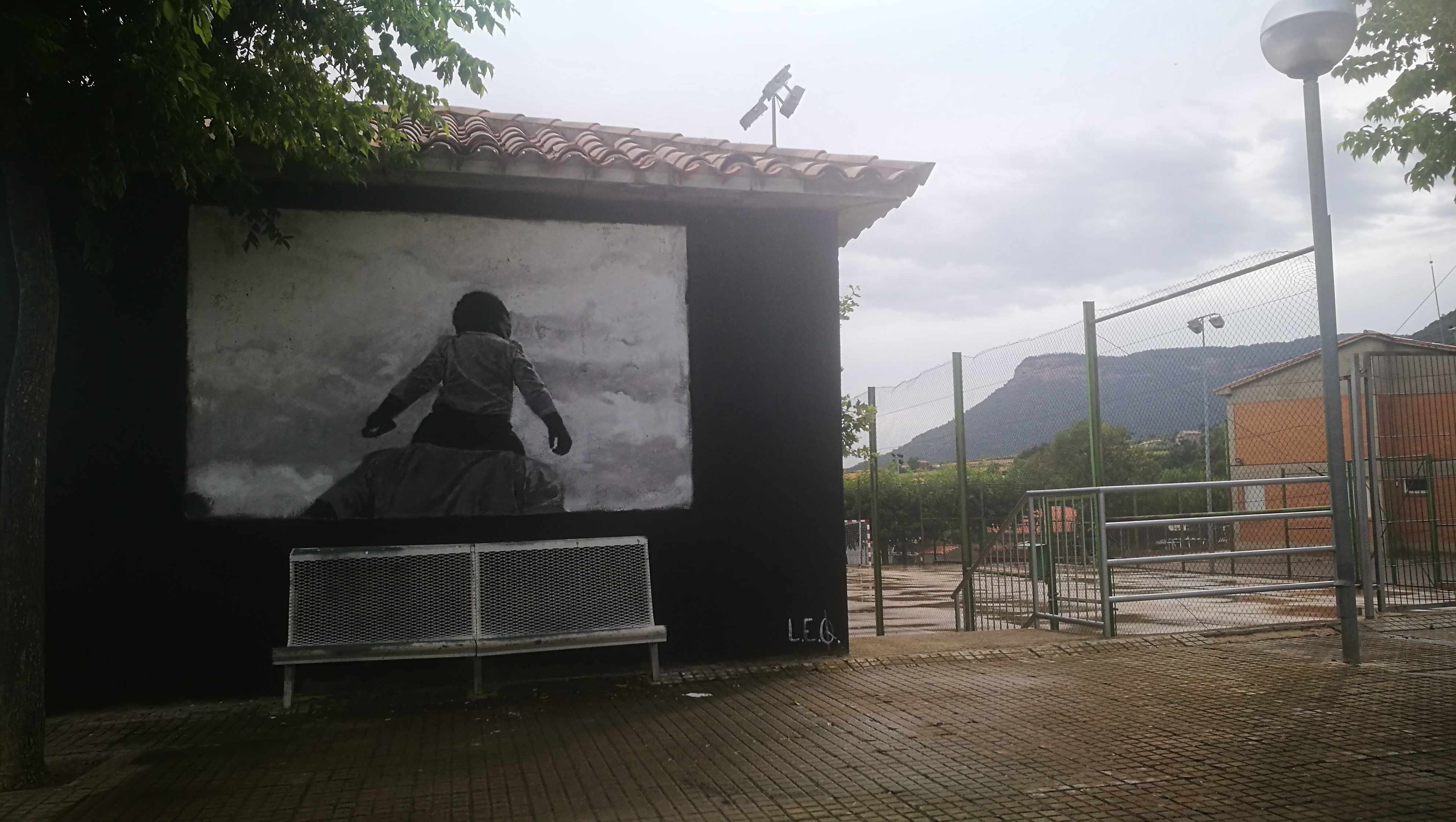
Mural a la zona de l'escola